# Mount Paulus
Mount Paulus är ett berg i Antarktis. Det ligger i Östantarktis. Norge gör anspråk på området. Toppen på Mount Paulus är 2 420 meter över havet, eller 242 meter över den omgivande terrängen. Bredden vid basen är 3,2 km.
Terrängen runt Mount Paulus är platt åt sydväst, men åt nordost är den kuperad. Trakten är obefolkad. Det finns inga samhällen i närheten. 